# Assedio di Macheronte
L'assedio di Macheronte costituì un importante evento della fase finale della prima guerra giudaica dei Romani contro i Giudei, dopo il vittorioso assedio di Gerusalemme del 70.

## Contesto storico
Tito Cesare, dopo aver portato a termine il lungo assedio di Gerusalemme (nel 70), sembra a Berito (inverno del 70/71?), riprese il cammino, e in tutte le città della Siria in cui passava offrì magnifici ludi utilizzando i prigionieri giudei. Il popolo di Antiochia, quando seppe che il comandante romano era vicino, gli mosse incontro e si dispose ai margini della strada fra grandi acclamazioni, accompagnandolo fino in città. Qui lo pregarono di cacciare i Giudei dalla città, ma Tito non acconsentì per nulla. Proseguì fino a Zeugma sull'Eufrate, dove lo aspettava un'ambasceria di Vologase I di Partia, per offrirgli una corona d'oro per la vittoria sui Giudei. Tornato in Siria decise di far ritorno in Egitto. Passò nuovamente da Gerusalemme e, paragonando quella triste visione di desolazione all'antico splendore della città, si commosse per la devastazione. Proseguì fino a raggiungere Alessandria d'Egitto. Qui, prima di imbarcarsi per l'Italia, inviò alle sedi di provenienza le due legioni che l'avevano accompagnato, la legio V Macedonica in Mesia e la legio XV Apollinaris in Pannonia.
Quanto ai prigionieri, dispose di mandare subito in Italia i due capi, Simone e Giovanni, insieme ad altri 700, scelti per statura e prestanza fisica, per trascinarli in catene nel trionfo. Il viaggio per mare fu felice e Roma gli riservò un'accoglienza entusiastica come era accaduto in passato a suo padre, Vespasiano, che lo attendava nella capitale con il fratello, Domiziano. Pochi giorni più tardi, Vespasiano dispose di celebrare un unico trionfo, sebbene il senato ne avesse decretato uno per ciascuno. Una volta avvisati sulla data della cerimonia trionfale, l'immensa popolazione di Roma uscì a prendere posto dovunque si potesse stare, lasciando libero solo il passaggio per far sfilare il corteo.

## Forze in campo

### Romani
Sesto Lucilio Basso, che era stato inviato in Giudea come legatus Augusti pro praetore, ricevendo le consegne da Sesto Vettuleno Ceriale, dopo aver preso la fortezza di Herodion con tutta la guarnigione, riunì insieme alla legio X Fretensis anche le forze ausiliarie che si trovavano distaccate in vari forti e fortini della zona, e decise di marciare contro Macheronte. Era, infatti, assolutamente necessario conquistare questa fortezza, per evitare una nuova rivolta.

## Assedio

### La fortezza
La natura del luogo dove sorgeva l'antica Macheronte era quanto mai idonea a ispirare in chi la occupava un senso di speranza di salvezza, timore negli attaccanti. La fortezza, protetta tutt'intorno da una cinta muraria, era costituita da una prominenza rocciosa che s'innalzava ad una notevole altezza, risultando anche per questo inespugnabile. Era poi circondata da ogni parte da profondi burroni, che non si possono facilmente attraversare e tanto meno riempire. Il precipizio sul lato occidentale si estende per sessanta stadi e termina nel lago Asfaltite, e da questa parte Macherunte ha le sue punte più elevate. I burroni lungo il versante settentrionale e meridionale sono meno profondi di quelli del lato occidentale, ma sono comunque inattaccabili. Il burrone lungo la parte orientale ha una profondità non inferiore ai cento cubiti (44-45 metri), e termina con un monte che sorge di fronte a Macherunte.
Fu il re dei Giudei Alessandro a costruirvi per primo una fortezza, che venne più tardi distrutta da Gabinio al tempo in cui fece guerra contro Aristobulo (nel 63 a.C.).
Quando divenne re Erode, questi vi costruì una fortezza possente, considerata la vicinanza alle popolazioni arabe e trovandosi in una posizione strategica ideale di fronte a questo popolo. Egli racchiuse una grande area entro una cinta muraria con torri e vi costruì una città, da cui una via in salita portava fino alla vetta. Anche qui sopra costruì una cinta muraria con agli angoli delle torri la cui altezza era di 60 cubiti (quasi 27 metri ciascuna). Al centro delle mura fece, quindi erigere una meravigliosa reggia, per grandezza e bellezza degli alloggi, disponendo poi nei luoghi più opportuni tutta una serie di cisterne per raccogliere l'acqua. Qui ripose, infine, una grande quantità di proiettili e di macchine, per permettere agli abitanti di difendersi da un eventuale lungo assedio.

### Opere d'assedio romane e primi scontri
Lucilio Basso, dopo aver compiuto una ricognizione del luogo tutt'intorno, decise di attaccare dalla parte del burrone orientale, disponendo di innalzare al più presto un terrapieno per agevolare l'espugnazione. Frattanto i Giudei si separarono dagli stranieri, obbligandoli a restare nella città bassa e ad affrontare per primi i pericoli; a loro riservarono invece la difesa della fortezza superiore, che godeva di difese solidissime; si preoccuparono infine di assicurarsi una via di scampo, facendo conto di ottenere il perdono dei Romani in cambio della consegna della fortezza. Prima però volevano vedere se fossero stati in grado di resistere all'assedio. Per questo motivo compivano coraggiose sortite, assalendo i legionari che lavoravano al terrapieno, anche se molti venivano uccisi da entrambe le parti.

### La resa di Macheronte
Non furono, però, tali scontri a decidere l'esito finale dell'assedio, al contrario fu uno strano caso del destino che costrinse i Giudei a consegnare la fortezza. Tra gli assediati vi era un giovane assai valoroso, di nome Eleazar. Egli si era distinto nelle sortite, incitando i compagni ad ostacolare il lavoro romano sui terrapieni, infliggendo negli scontri pesanti perdite, per poi risultare l'ultimo a tornare indietro. Una volta, dopo che lo scontro si era concluso, egli rimase fuori delle porte, mettendosi a chiacchierare con i compagni che stavano sulle mura senza badare ai Romani. Approfittando dell'occasione, un soldato romano, un tal Rufo, mentre nessuno se l'aspettava, gli piombò addosso all'improvviso, lo afferrò e si affrettò a portarlo nel campo dei romani, tra lo sbigottimento generale.
Il comandante diede ordine di denudarlo e, portatolo in un luogo visibile dagli assediati nella città, di infliggergli la flagellazione. I Giudei furono profondamente turbati per la sorte del giovane, lamentandosi e gemendo per quella disgrazia. Al notare ciò, Lucilio Basso ideò uno stratagemma contro i nemici: volle portare il loro dolore all'esasperazione in modo da costringerli a consegnare la fortezza in cambio della grazia al giovane, tanto che le sue speranze non andarono deluse.
(Giuseppe Flavio, La guerra giudaica, VII, 6.4.202-205.)

## Conseguenze
Una volta accettate le condizioni da parte di Lucilio Basso, la massa degli abitanti che stavano nella "città bassa", vennero a sapere dell'accordo pattuito dai soli Giudei. Fu così che decisero di darsi segretamente alla fuga nella notte. Ma Lucilio Basso venne informato dai Giudei che erano venuti a patti con lui, forse perché non volevano vederli salvi, o forse per il timore di sentirsi in colpa per la loro fuga. Alla fine, solo i più coraggiosi dei fuggitivi riuscirono ad aprirsi la strada e a trovar scampo; gli altri furono catturati nella città: gli uomini furono uccisi in numero di 1 700, le donne e i bambini furono fatti schiavi. Riguardo a quelli con cui avevano pattuito la resa della fortezza, Lucilio Basso rispettò l'impegno preso e li lasciò andare, consegnando loro Eleazar.